# Pinanga borneensis
Pinanga borneensis är en enhjärtbladig växtart som beskrevs av Rudolph Herman Scheffer. Pinanga borneensis ingår i släktet Pinanga och familjen Arecaceae. Inga underarter finns listade i Catalogue of Life.